# Избори у Сједињеним Америчким Државама 2010.
Избори у Сједињеним Америчким Државама 2010. одржани су 2. новембра 2010. године. На изборима је бирано свих 435 посланика у Представничком дому Конгреса Сједињених Америчких Држава, затим 37 сенатора у Сенату Сједињених Америчких Држава који се састоји од 100 сенатора, 38 гувернера савезних држава и теритирија, а бирани су и представници у законодавним тијелима 46 савезних држава. Поред тога, бирани су и многи нижи чиновници појединачних савезних држава, а било је и много референдумских иницијатива.

## Кампања
Кампања за изборе 2010. године оборила је рекорде по утрошеним финансијским средствима, и ушла у историју као једна од најскупљих у историји америчких избора. Кандидати су за кампању прикупили преко 2 милијарде америчких долара.
Предизборне анализе су показале да ће републиканци највјероватније преузети већину у Представничком дому, док је борба за већину у Сенату била неизвијесна, али су демократама даване веће шансе да ће задржати већину, тим прије што је бирано само 37 од 100 сенатора колико их укупно има.

## Резултати
Демократска странка задржала је већину у Сенату Сједињених Америчких Држава, баш као што су предизборне анкете и показивале, али ће имати значајно мањи број сенатора, док ће у Представничком дому већину имати Републиканска странка .

#### Сенат САД
- Састав Сената прије избора

| Демократска странка | Нез. | Републиканска странка |
| ------------------- | ---- | --------------------- |
| 57                  | 2    | 41                    |

- Састав Сената после избора

| Демократска странка | Нез. | Републиканска странка |
| ------------------- | ---- | --------------------- |
| 51                  | 2    | 47                    |

#### Представнички дом САД
- Састав Представничког дома прије избора

| Демократска странка | Републиканска странка |
| ------------------- | --------------------- |
| 256                 | 179                   |

- Састав Представничког дома после избора(пребројавање за 6 мјеста још није окончано)

| Демократска странка | Републиканска странка |
| ------------------- | --------------------- |
| 189                 | 240                   |